# Ypthima ishigakina
Ypthima ishigakina är en fjärilsart som beskrevs av Hans Fruhstorfer 1908. Ypthima ishigakina ingår i släktet Ypthima och familjen praktfjärilar. Inga underarter finns listade i Catalogue of Life.